# Paul-Émile Charbonneau
Paul-Émile Charbonneau (* 4. Mai 1922 in Sainte-Thérèse-de-Blainville, Kanada; † 21. Mai 2014 in Montreal) war ein kanadischer Geistlicher und römisch-katholischer Bischof von Hull.

## Leben
Paul-Émile Charbonneau empfing am 31. Mai 1947 die Priesterweihe. Er war Pfarrer an der Cathédrale de Saint-Jérôme in Quebec. Er wurde am 11. Dezember 1948 von Papst Pius XII. zum Großoffizier des Ritterordens vom Heiligen Grab zu Jerusalem ernannt.
Papst Johannes XXIII. ernannte ihn am 15. November 1960 zum Titularbischof von Thapsus und zum Weihbischof in Ottawa. Der Erzbischof von Ottawa, Marie-Joseph Lemieux OP, spendete ihm am 18. Januar 1961 die Bischofsweihe; Mitkonsekratoren waren William Joseph Smith, Bischof von Pembroke, und Émilien Frenette, Bischof von Saint-Jérôme.
Am 21. Mai 1963 wurde er durch Johannes XXIII. zum Bischof von Hull ernannt. Er war als Konzilsvater Teilnehmer aller vier Sitzungsperioden des Zweiten Vatikanischen Konzils. Er engagierte sich in zahlreichen Kommissionen und Komitees der kanadischen Bischofskonferenz (CCCB); er war unter anderem Mitglied des Ständigen Ausschusses. Am 12. April 1973 nahm Papst Paul VI. seinen vorzeitigen Rücktritt an.